# August Neidhardt von Gneisenau
August Wilhelm Antonius Graf Neidhardt von Gneisenau (27 tháng 10 năm 1760 – 23 tháng 8 năm 1831) là Thống chế Phổ, được nhìn nhận là một trong những nhà chiến lược và cải cách hàng đầu của quân đội Phổ.. Trên cương vị là Tham mưu trưởng của Thống chế Blücher trong các cuộc Chiến tranh Liên minh thứ sáu năm 1813–1814 và thứ bảy năm 1815, ông trở thành một trong số ít những nhân vật đã hạ đo ván Napoléon Bonaparte, làm thay đổi cả lịch sử châu Âu lẫn thế giới.
Xuất thân trong một gia đình quý tộc sa sút và không có truyền thống quân sự lâu đời, Gneisenau từng tham gia quân đội Áo và Ansbach-Bayreuth, trước khi đơn xin nhập ngũ của ông được vua Phổ chấp thuận vào năm 1785. Năm 1806, ông tham chiến trong cuộc Chiến tranh Liên minh thứ tư và chứng kiến sự thảm bại của Phổ dưới tay đạo quân thiện chiến của Pháp do Napoléon chỉ huy. Mặc dù tiềm năng của Gneisenau đã được các cấp trên nhận thấy từ lâu, phải đến năm 1807 thì ông mới có được tiếng vang trong cả nước, khi mà ông chỉ huy quân trú phòng ở pháo đài nhỏ bé Kolberg cầm cự trước sự bao vây của Pháp cho đến tận khi chiến tranh chấm dứt. Thành tích này đã mang lại cho ông Huân chương Thập tự Xanh cao quý của Phổ. Trong thời gian kế tiếp, ông cùng với tướng Scharnhorst đã tiến hành những cải cách sâu rộng nhằm thay đổi diện mạo của quân lực Phổ, đặt nền móng cho việc hình thành Bộ Tổng tham mưu.
Những nỗ lực của ông đã được tưởng thưởng vào năm 1813, khi ông được bổ nhiệm làm Chủ nhiệm Tổng cục Hậu cần của Tập đoàn quân Schlesien (Nga-Phổ) do Blücher chỉ huy, tham gia Chiến tranh Liên minh thứ sáu với Pháp. Gneisenau trở thành Tham mưu trưởng sau khi Scharnhorst mất, và sự phối hợp của ông với Blücher đã hình thành một đội ngũ chỉ huy vững mạnh luôn luôn vẻ vang trong chiến thắng và kiên nhẫn trong thất bại trong các cuộc Chiến tranh Liên minh thứ sáu và thứ bảy vào giai đoạn 1813 – 1815. Các hoạt động tổ chức chiến lược của ông đã góp phần mang lại thắng lợi quyết định cho quân Phổ và đồng minh trong trận Leipzig vào tháng 10 năm 1813 và giáng đòn trí mạng vào quân chủ lực Pháp của Napoléon trong trận Waterloo cuối tháng 6 năm 1815. Về sau này, ông trở thành Thống đốc Berlin năm 1818 và được phong cấp hàm Thống chế năm 1825.

## Đầu đời
August Antonius Neidhardt ra đời vào tháng 10 năm 1760 tại Schildau, gần Torgau, trong một gia đình quý tộc sa sút. Ông là con trai của viên trung tá pháo binh Sachsen August Wilhelm Neidhardt với bà Maria Eva Neidhardt, nhũ danh Müller, con gái viên thượng tá Müller của quân đội Thân vương Tổng giám mục Würzburg. Về sau này, ông đặt thêm tên Gneisenau, theo tên của một điền trang đã mất của gia đình ông ở Áo, vào tên gọi của mình. Trong thời điểm năm 1777, ông chỉ được đề cập trong danh sách sinh viên của Đại học Erfurt với cái tên "August Antonius Neidhardt", trái lại, vào năm 1783, biên chế của quân đội Ansbach-Bayreuth ghi tên ông là "Neidhardt von Gneisenau" và ông tiếp tục giữ cái tên này sau khi nhập ngũ quân đội Phổ.
Khi Gneisenau sinh ra, cha ông đang tham gia cuộc Chiến tranh Bảy năm (1756 – 1763) chống lại vua Phổ là Friedrich Đại đế. Một tuần sau khi ông sinh ra, sự thất trận của quân đội Đế quốc La Mã Thần thánh trong trận Torgau vào ngày 3 tháng 10 năm 1760 đã buộc mẹ của Neidhardt phải bỏ chạy cùng với con mình. Chỉ vài tuần sau, mẹ ông qua đời do kiệt sức trong cuộc di tản và do hoảng hốt vì đánh rơi Neidhart khỏi chiếc xe ngựa của mình. Do người cha bận xông pha trận mạc, đứa bé Neidhart được giao cho những người xa lạ nuôi dưỡng. Đứa trẻ bị bỏ bê một cách thậm tệ. Sau khi biết được hoàn cảnh bất hạnh của cậu bé, ông ngoại của Neidhart là Müller, khi ấy đang sống ở Würzburg, đã nhận trách nhiệm chăm sóc cháu mình. Tại Würzburg, Neidhardt được các giáo sĩ Dòng Tên dạy dỗ, chi đến năm 13 tuổi thì ông về với cha tại Erfurt. Vào năm 1777, ông nhập học Trường Đại học Erfurt, nhưng chỉ sau một thời gian ngắn, ông nhập ngũ một trung đoàn kỵ binh Áo đóng giữ tại đây vào năm 1778 và tham gia cuộc Chiến tranh Kế vị Bayern với Friedrich Đại đế ở Tiệp Khắc. Sau hai năm phục vụ quân đội Áo, năm 1780, ông chuyển sang quân đội của Thân vương quốc Bayreuth-Ansbach. Đến năm 1782, khi người Anh thuê lính của thân vương xứ Ansbach-Bayreuth và vương hầu khác ở Đức trong Chiến tranh Cách mạng Mỹ, ông đã đầu quân cho Vương triều Anh. Gneisenau được điều vào một trung đoàn Chasseur với cấp hàm Thiếu úy. Mặc dù Neihardt không thu được nhiều kinh nghiệm thực chiến do cuộc chiến trên thực tế đã chấm dứt khi ông đến Halifax (một thành phố cũ ở Canada), thời gian phục vụ tại Bắc Mỹ đã giúp ông trực tiếp học được chiến thuật chiến tranh du kích. Ông ở lại Canada cho đến khi trở về Ansbach vào cuối năm 1783, và được đổi sang lực lượng bộ binh.
Nhận thấy việc phục vụ quân đội xứ Ansbach-Bayreuth không đem lại nhiều cơ hội thăng tiến, vào năm 1785 ông trực tiếp đệ đơn xin gia nhập quân đội Phổ là Friedrich Đại đế. Sau một buổi yết kiến riêng với nhà vua, Gneisenau được bổ nhiệm vào Bộ Tham mưu Hậu cần Potsdam – tiền thân sơ khai của Bộ Tổng tham mưu với cấp bậc Thiếu úy. Tài nghệ và phong thái đĩnh đạc của viên sĩ quan khôi ngô tuấn tú này đã làm đẹp lòng nhà vua. Sau một thời gian ngắn, ông được đổi vào Trung đoàn Bộ binh nhẹ Chaumontet tại đồn binh Löwenberg (Lwowek) ở Schlesien với cấp bậc Trung úy. Tại đồn binh của mình, ông dành thời gian học tiếng Anh, tiếng Pháp, tiếng Ba Lan và nghiên cứu lịch sử, văn học và khoa học chiến tranh.

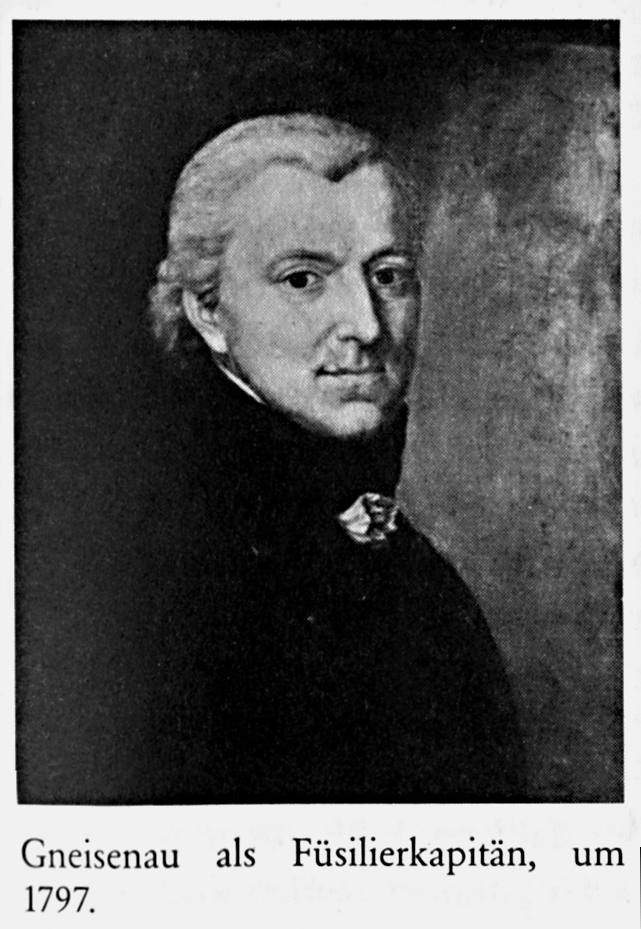
Gneisenau năm 37 tuổi, khi ông là đại úy và chỉ huy một đại đội bắn súng hỏa mai.

Trong vòng 30 năm tới, cho đến khi Gneisenau nghỉ hưu vào năm 1816, ông thăng tiến chậm qua các cấp bậc, phục vụ các đồn quân không mấy ai biết đến ở Schlesien trong suốt gần 20 năm trước khi khẳng định năng lực của mình trong chiến đấu chống những đạo quân Pháp hùng mạnh của Napoléon. Được phong chức Stabskapitän (Đại úy tham mưu) vào tháng 6 năm 1790, Gneisenau đảm nhiệm cương vị này tại Schlesien cho đến năm 1792, khi ông và tiểu đoàn của mình tham gia chiến đấu cùng với quân đội Nga tại Ba Lan trong các sự kiện dẫn tới cuộc chia cắt Ba Lan lần thứ ba. Vào năm 1795, ông được thăng cấp Đại úy và lãnh chức Đại đội trưởng ở Jauer (Jawor). Tận dụng khoảng thời gian hòa bình, Gneisenau tranh thủ mở rộng kiến thức của mình các vấn đề nghĩa vụ, bộ binh, kỵ binh, pháo binh, kỹ thuật quân sự, chiến thuật và địa lý quân sự. Vào năm 1796, ông kết hôn với Caroline von Kottwitz.

## Những cuộc chiến tranh chống Napoléon
Sau khi hoàng đế Pháp Napoléon I đánh tan liên quân Nga-Áo trong trận Austerlitz năm 1805, Phổ đã từ bỏ thái độ trung lập của mình và tham gia cuộc Chiến tranh Liên minh thứ ba chống Pháp (1806). Cùng với Scharnhorst, cũng là nhà cải cách quan trọng của quân đội Phổ về sau này, Gneisenau đã dự đoán bi quan và kết quả của cuộc chiến năm 1806. Trên cương vị là sĩ quan tham mưu của Vương tước Hohenlohe-Ingelfingen Friedrich Ludwig, người chỉ huy cánh quân của quân đội Phổ, ông bị thương ở chân trong trận Saafeld. Sau đó, ông tiếp tục tham chiến trong trận Jena-Auerstedt vào ngày 14 tháng 10 năm 1806, nơi quân Phổ bị thảm bại. Trong cuộc rút chạy, Gneisenau và Knesebeck được giao nhiệm vụ sửa soạn lương thảo cho binh lính trên con đường tới Stettin, và từ Stettin ông phi ngựa đến đại bản doanh của Đức vua ở Graudenz, điểm tập kết của các lực lượng Phổ bại trận, rồi đến Königsberg. Tại Königsberg, Gneisenau kết bạn với Công chúa Louise và kể cho bà nghe về cái chết của anh bà, Thân vương Ludwig Ferdinand, trong trận Saalfeld, điều mà ông chứng kiến tận mắt.
Trong đời, Gneisenau đã đề ra nhiều kế hoạch sâu xa để hành động. Ông đã triển khai một kế hoạch như vậy ở Königsberg, nhằm tiếp tục cuộc chiến tranh bằng một cuộc chiến dịch phối hợp của các lực lượng Phổ, Nga, Anh và Thụy Điển, giáng mạnh từ biển với sự hỗ trợ của hải quân Anh. Tuy nhiên, kế hoạch này đã không thể được thực hiện.< ref name="parkinson98"/> Vào ngày 17 tháng 12 năm 1806, ông được thăng cấp hàm Thiếu tá và cùng với tiểu đoàn của mình tham gia chiến đấu ở Litva dưới sự chỉ huy của tướng L'Estocq.
Trong bản ghi nhớ chiến dịch năm 1806, Gneisenau đã chỉ ra những sai lầm chiến thuật khiến Phổ thua trận và yêu cầu cải cách về tổ chức chiến thuật. Thực tế cho thấy rằng Scharnhorst đã tổ chức quân đội Phổ thành 14 sư đoàn dựa trên mô hình của Pháp khi cuộc chiến bùng nổ, song chính điều đó làm dấy lên một trong các vấn đề chiến thuật dẫn đến sự thất trận của Phổ, do các sĩ quan Bộ Tham mưu Hậu cần không có khả năng điều phối hoạt động của các đơn vị chiến thuật quy mô lớn này, trong khi không một chỉ huy cấp cao nào có kinh nghiệm chỉ huy các đơn vị cấp sư đoàn trong tác chiến. Và, Gneisenau đã khẳng định trong bản ghi nhớ của mình: "...chúng ta đã bắt chước những bộ phận của cơ cấu Pháp mà đáng lẽ chúng ta phải tránh, cụ thể là việc tổ chức quân đội thành các sư đoàn mà không cân nhắc rằng chúng ta không có đủ tướng lĩnh chỉ huy được các đội hình này". Đầu năm 1807, nghe sự tiến cử của tướng Ernst von Rüchel, khi ấy là Thống đốc Đông Phổ, vua Friedrich Wilhelm III của Phổ đã bổ nhiệm ông làm chỉ huy mới của các lực lượng phòng ngự pháo đài Kolberg nhỏ bé ở Pommern. Sau khi đến đây vào ngày 29 tháng 4, Gneisenau – dựa vào sự giúp đỡ của quần chúng yêu nước dưới sự lãnh đạo của thị trưởng Joachim Nettelbeck – đã tổ chức phòng thủ hiệu quả bất chất quân số áp đảo của phía Pháp. Phía Pháp đã tăng cường binh lực từ 9.000 lên 14.000 quân, song, chiến sự giữa hai nước chấm dứt vào tháng 7 trong khi người Phổ vẫn làm chủ Kolberg. Cuộc phòng ngự thành công của pháo đài Kolberg đã mang lại tiếng tăm cho Gneisenau. Chiến công của ông được nhìn nhận là một điển hình cho tinh thần dũng cảm của người Phổ, ngay cả khi nhiều pháo đài đã đầu hàng một cách nhục nhã. Gneiseau được tặng thưởng huân chương Thập tự Xanh cao quý nhất của quân đội Phổ và được thăng cấp hàm Thượng tá.
Giờ đây Gneisenau có rất nhiều việc để làm. Ông giữ nhiệm vụ cầm đầu toán công binh Phổ; không những thế, ông còn là một thành viên trong Ủy ban Cải tổ, và cùng với tướng Scharnhorst đóng vai trò không nhỏ trong công cuộc xây dựng lại Quân đội Phổ. Các vị tướng này, được giáo dục tốt và ảnh hưởng từ chủ nghĩa tự do, không những mong ước một ngày Quân đội của Nhân dân Phổ sẽ giải phóng đất nước, mà còn nhận thấy Triều đình Phổ rất cần thực hiện những cải cách xã hội tiến bộ. Đến năm 1809, vị Đại tá vẫn làm việc năng nổ; quân Pháp nghi ngờ các quan Triều đình Phổ có ý định Tổng khởi nghĩa, và quan đại thần Stein từ chức vào thág 1809 rồi August Neidhardt von Gneisenau cũng rút lui. Tuy nhiên, sau chuyến thăm Đế quốc Nga, Đế quốc Anh và Vương quốc Thụy Điển, ông trở về kinh đô Berlin, tiếp tục là vị quan lãnh đạo của phái yêu nước trong chính phủ nước Phổ. Nhờ có những cuộc cải cách của những vị quan cận thần tiến bộ của nước Phổ, Vương quốc Phổ đã hùng mạnh trở lại, và lãnh đạo toàn dân Đức trong Những cuộc chiến tranh Giải phóng chống Pháp vào năm 1813. Trong thời gian này, nhân dân Đức cũng được truyền cảm bởi bài ca về Tổ quốc Đức lừng danh của Arndt, và bởi lòng yêu nước mãnh liệt của Von Stein. Trong "trận đánh của các dân tộc", tức trận Leipzig kéo dài từ ngày 16 tháng 10 cho đến ngày 19 tháng 10 năm 1813, liên quân Phổ - Nga - Áo đập tan tác quân Pháp, và đẩy lùi quân Pháp về kinh thành Paris.
Trong cả những hoạt động quân sự công khai lẫn những lần bí mật bày mưu lập kế, ông đều thể hiện sự năng nổ và lòng yêu nước; và, khi Những cuộc chiến tranh Giải phóng bùng nổ, viên Sĩ quan Gneisenau trở thành chủ nhiệm Tổng cục hậu cần của tướng Blücher. Từ đó, mở đầu mối quan hệ giữa hai người chiến binh, và đem lại cho lịch sử quân sự một trong những tấm gương sáng giá nhất về sự hợp tác thân thiết giữa một vị Thống soái và một viên Sĩ quan tham mưu. Với Blücher, Gneisenau tham chiến trong cuộc tiến công Paris; tư cách thống lĩnh của ông đã hoàn toàn bù đắp những khuyết điểm của Blücher, và với những vị tướng tài ba như thế, lực lượng Quân đội Phổ với những binh lính non trẻ, tuy không ít lần bị đánh bại những vẫn chiến đấu anh dũng, do đó, họ đã tiến vào sào huyệt của Pháp. Dự định về cuộc hành quân đánh kinh thành Paris - một dự định đã trực tiếp dẫn đến sự mất ngôi của Hoàng đế Napoléon - hoàn toàn là một công trạng của viên Sĩ quan tham mưu Gneisenau naỳ. Để ghi công cho công lao hiển hách của ông, vào năm 1814, Gneisenau, cùng với Yorck, Kleist và Bülow—đều trở thành Bá tước; trong khi đó, Blücher trở thành Vương công xứ Wahlstatt. Gneisenau được vua Phổ tặng cho trang trại Sommerschenburg bây giờ thuộc bang Sachsen-Anhalt (Bördekreis).
Vào năm 1815, ông một lần nữa cộng tác với Blücher, và tham chiến rất tích cực trong trận đánh tại Waterloo. Những vị tướng soái cấp cao hơn như Ludwig Yorck von Wartenburg hay Friedrich Graf Kleist von Nollendorf đều được dự trữ, và Gneisenau sẽ trở thành Tổng tư lệnh Quân đội Phổ nều cần thiết; và, trong trận đánh tại Ligny, vị Thống chế già Blücher thua trận, và Gneisenau trở thành Tổng tư lệnh của Quân đội Phổ. Ông tập hợp lại ba quân, kéo quân về Wavre, và từ đây, một cánh quân Phổ hành quân tới để liên quân với Arthur Wellesley, Công tước thứ nhất của Wellington để tham chiến trong trận Waterloo vào ngày 18 tháng 6 năm 1815; trong cuộc chiến này, một cuộc tấn công vô sườn của Quân đội Phổ đã quyết định trận đánh trứ danh tại Waterloo. Quân Pháp thất bại thảm hại.
Trên chiến trường Waterloo, Gneisenau tiến hành truy kích, đạt được thành quả là tóm gọn được xe ngựa của Hoàng đế Napoléon Bonaparte. Trong những ngày sau chiến thắng tại Waterloo, Gneisenau nhìn thấy Quân đội Phổ đã thẳng tiến vào Paris trước khi Công tước thứ nhất của Wellington và Quân đội Anh kéo đến. Sau chiến thắng oanh liệt tại Waterloo, Quân đội Phổ tiếp tục đánh tan tác quân Pháp trong trận Issy vào ngày 3 tháng 7 năm 1815, đập tan tác mọi ý định bảo vệ kinh đô Paris của Pháp., ông tiếp tục được thăng chức và được nhận Huy chương Đại Bàng Đen.

## Hậu duệ
Một trong những người con của ông là Bruno Neidhardt von Gneisenau, người đã chỉ huy một lữ đoàn Phổ trong cuộc chiến tranh với PhápPháp (1870 – 1871). Bruno làm đến cấp Thượng tướng Bộ binh